# Kanton Châteauponsac
Kanton Châteauponsac is een kanton van het Franse departement Haute-Vienne. Kanton Châteauponsac maakt deel uit van het arrondissement Bellac en telt 15.344 inwoners in 2018.

## Gemeenten
Het kanton Châteauponsac omvatte tot 2014 de volgende 5 gemeenten:
- Balledent
- Châteauponsac (hoofdplaats)
- Rancon
- Saint-Amand-Magnazeix
- Saint-Sornin-Leulac

Door de herindeling van de kantons bij decreet van 20 februari 2014, met uitwerking op 22 maart 2015, werden 27 gemeenten aan het kanton toegevoegd.

Op 1 januari 2019 werden de gemeenten Bussière-Poitevine, Darnac, Saint-Barbant en Thiat samengevoegd tot de fusiegemeente (commune nouvelle) Val-d'Oire-et-Gartempe, die bij decreet van 5 maart 2020 in haar geheel aan het kanton Châteauponsac werd toegewezen.

Sindsdien omvat het kanton volgende gemeenten:
- Arnac-la-Poste
- Azat-le-Ris
- Balledent
- La Bazeuge
- Châteauponsac
- La Croix-sur-Gartempe
- Cromac
- Dinsac
- Dompierre-les-Églises
- Le Dorat
- Droux
- Les Grands-Chézeaux
- Jouac
- Lussac-les-Églises
- Magnac-Laval
- Mailhac-sur-Benaize
- Oradour-Saint-Genest
- Rancon
- Saint-Amand-Magnazeix
- Saint-Georges-les-Landes
- Saint-Hilaire-la-Treille
- Saint-Léger-Magnazeix
- Saint-Martin-le-Mault
- Saint-Ouen-sur-Gartempe
- Saint-Sornin-la-Marche
- Saint-Sornin-Leulac
- Saint-Sulpice-les-Feuilles
- Tersannes
- Verneuil-Moustiers
- Val-d'Oire-et-Gartempe
- Villefavard